# Nephthys longipes
Nephthys longipes är en ringmaskart som beskrevs av William Stimpson 1856. Nephthys longipes ingår i släktet Nephthys och familjen Nephtyidae. Inga underarter finns listade i Catalogue of Life.